# Prislav av Lolland
Prislav (tyska Prislaw), död någon gång mellan 1172 och 1175, yngste son till furst Niklot av obotriterna (stupad 1160), var från 1165 herre till de danska öarna Lolland och Als och alltså vasall till den danske kungen. Till en början var Prislav sin fars medregent, men när han blev kristen föll han i onåd hos fadern och förjagades. Han blev istället vasall till de danska kungarna och fick 1165 alltså Lolland och Als, varifrån han bedrev sjöröveri. Tidvis höll han sig fast i Wolgast och bekämpade sina bröder. Han gifte sig omkring 1159 med den danske hertigen Knut Lavards dotter Katarina och fick med henne sönerna Knut (som ännu var vid liv 1183 och efterträdde honom som herre över öarna) och Valdemar (som blev kanik i Paris). Det är också möjligt, men inte säkert, att Prislav och Katarina var föräldrar till Henrik, som var herre till borglänet Bukow på ön Usedom.